# Эвелин Брент
Эвелин Брент (англ. Evelyn Brent, урождённая Мэри Элизабет Риггс, англ. Mary Elizabeth Riggs; 20 октября 1899 — 4 июня 1975) — американская актриса немого кино.

## Биография
Эвелин Брент родилась в семье где было десять детей. Мать — Элионора умерла, когда Эвелин была маленьким ребёнком. Отец — Артур воспитывал девочку один. Будучи подростком она переехала в Нью-Йорк. Она изначально училась на педагога, а затем работала моделью. Брент начала свою карьеру на киностудии в Нью-Джерси. На киноэкранах она дебютировала в 1915 году в фильме «The Heart of a Painted Woman».
Эвелин Брент умерла у себя дома в Лос-Анджелесе 4 июня 1975 года от сердечного приступа. Тело актрисы было кремировано и похоронено в Сан-Фернандо. За свой вклад в кинематограф она отмечена звездой на Голливудской аллее славы.

## Личная жизнь
Эвелин Брент была замужем три раза, но детей у неё никогда не было
- 1 Бернерд Фейман (1 ноября 1922 — 16 августа 1927) развод;
- 2 Гарри Эдвардс (28 ноября 1928 — 10 июня 1947) развод;
- 3 Гарри Фокс (? — 20 июля 1959) до его смерти.

## Избранная фильмография
- 1916 — Заклятие Юкона
- 1917 — До самой смерти
- 1917 — Раффлес, взломщик-любитель
- 1922 — Испанская кляча
- 1925 — Запрещенный груз
- 1925 — Леди Робин Гуд
- 1926 — Люби их и оставь их
- 1927 — Подполье
- 1928 — Последний приказ
- 1928 — Вмешательство
- 1928 — Сети зла
- 1929 — Бродвей
- 1929 — Зачем об этом говорить?
- 1930 — Армейский парад
- 1930 — Серебряная стая
- 1931 — Безумный парад
- 1932 — Под сильным давлением
- 1935 — Дом на пастбище
- 1936 — Хопэлонг Кэссиди возвращается
- 1937 — Дочь Шанхая
- 1938 — Наводчицы
- 1941 — Вынужденная посадка
- 1941 — Секретный агент Холт
- 1943 — Седьмая жертва
- 1948 — Золотой глаз
- 1957 — Караван повозок